# Segling vid olympiska sommarspelen 1976
Seglingen vid de olympiska sommarspelen 1976 avgjordes mellan 19 och 28 juli 1976. Totalt deltog 257 tävlande, 256 män och en kvinna, från 40 länder i tävlingarna. Det anordnades sju race för var och en av de sex klasserna. Då Montréal inte var en lämplig plats för seglingstävlingarna hölls de vid Portsmouth Olympic Harbour i Kingston i Ontario.

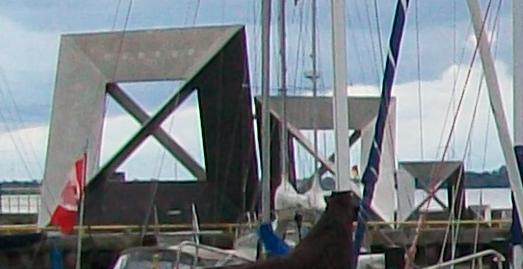
Platsen där den olympiska facklan var i Kingston.

## Båtklasser
Fyra av klasserna i tävlingen var desamma som i 1972 års seglingstävlingar. Draken och starbåten togs bort och tornadon och 470:n tillkom.
- Utrustning:

| Klass               | Typ       | Seglare | Trapets | Storsegel | Fock | Spinnaker | Första OS |
| ------------------- | --------- | ------- | ------- | --------- | ---- | --------- | --------- |
| Finnjolle           | Jolle     | 1       | 0       | x         | -    | -         | 1952      |
| 470                 | Jolle     | 2       | 1       | x         | x    | x         | 1976      |
| Flygande Holländare | Jolle     | 2       | 1       | x         | x    | x         | 1960      |
| Tornado             | Katamaran | 2       | 1       | x         | x    | -         | 1976      |
| Tempest             | Kölbåt    | 2       | 1       | x         | x    | -         | 1972      |
| Soling              | Kölbåt    | 3       | 0       | x         | x    | x         | 1972      |

- Design:

## Medaljfördelning
| Gren                            | Guld                                                             | Silver                                                 | Brons                                                     |
| Finnjolle Detaljer...           | Östtyskland Jochen Schümann                                      | Sovjetunionen Andrej Balashov                          | Australien John Bertrand                                  |
| 470 Detaljer...                 | Västtyskland Frank Hübner Harro Bode                             | Spanien Antonio Gorostegui Pedro Millet                | Australien Ian Brown Ian Ruff                             |
| Flygande Holländare Detaljer... | Västtyskland Jörg Diesch Eckart Diesch                           | Storbritannien Rodney Pattisson Julian Brooke Houghton | Brasilien Reinaldo Conrad Peter Ficker                    |
| Tornado Detaljer...             | Storbritannien Reginald White John Osborn                        | USA David McFaull Michael Rothwell                     | Västtyskland Jörg Schmall Jörg Spengler                   |
| Tempest Detaljer...             | Sverige Ingvar Hansson John Albrechtson                          | Sovjetunionen Valentin Mankin Vladislav Akimenko       | USA Dennis Conner Conn Findlay                            |
| Soling Detaljer...              | Danmark Poul Richard Høj Jensen Valdemar Bandolowski Erik Hansen | USA John Kolius Walter Glasgow Richard Hoepfner        | Östtyskland Dieter Below Michael Zachries Olaf Engelhardt |

## Medaljtabell
| Pl. | Nation         | Guld | Silver | Brons | Totalt |
| --- | -------------- | ---- | ------ | ----- | ------ |
| 1   | Västtyskland   | 2    | 0      | 1     | 3      |
| 2   | Storbritannien | 1    | 1      | 0     | 2      |
| 3   | Östtyskland    | 1    | 0      | 1     | 2      |
| 4   | Danmark        | 1    | 0      | 0     | 1      |
| 4   | Sverige        | 1    | 0      | 0     | 1      |
| 6   | USA            | 0    | 2      | 1     | 3      |
| 7   | Sovjetunionen  | 0    | 2      | 0     | 2      |
| 8   | Spanien        | 0    | 1      | 0     | 1      |
| 9   | Australien     | 0    | 0      | 2     | 2      |
| 10  | Brasilien      | 0    | 0      | 1     | 1      |